# Manor Creek (Kentucky)
Manor Creek est une ville américaine située dans le comté de Jefferson, dans le Kentucky. Selon le recensement de 2020, sa population est de 240 habitants.